# Западен Ранд
Западен Ранд (на английски: West Rand) е окръг, разположен в провинция Гаутенг, Република Южна Африка. Общата му площ е 4066 км2. Към 2001 година населението му е 533 675 души. Негов административен център е град Рандфонтейн.

## Административно деление
Окръга е съставен от 4 общини и един Окръжен административен район.

### Общини
- Вестонария
- Могале Сити
- Мерафонг Сити
- Рандфонтейн

## Население
Населението на окръга през 2001 година е 533 675 души.

### Расов състав
(2001)
- 410 999 души (77,0 %) – чернокожи
- 99 901 души (18,7 %) – бели
- 15 930 души (3,0 %) – цветнокожи
- 6845 души (1,3 %) – азиатци